# Милош Милисављевић (фудбалер)
Милош Милисављевић (Ваљево, 26. октобра 1992) српски је фудбалер који тренутно наступа за Колубару.

## Трофеји и награде
ТСЦ Бачка Топола
- Прва лига Србије: 2018/19.[8]